# Peugeot Typ 21
Der Peugeot Typ 21 ist ein frühes Automodell des französischen Automobilherstellers Peugeot, von dem von 1898 bis 1901 im Werk Audincourt 9 Exemplare produziert wurden.

## Beschreibung
Die Fahrzeuge besaßen einen Zweizylinder-Viertaktmotor eigener Fertigung, der im Heck liegend angeordnet war und über Kette die Hinterräder antrieb. Der Motor leistete zwischen 5 und 8 PS.
Bei einem Radstand von 165 cm betrug die Fahrzeuglänge 260 cm und die Fahrzeughöhe 190 cm. Die Karosserieform Coupé bot Platz für vier Personen. Die äußere Erscheinung des Fahrzeugs ähnelt dem rund 1/2 Meter längeren Peugeot Typ 27.